# Svendsen Glacier
Svendsen Glacier är en glaciär i Antarktis. Den ligger i Östantarktis. Australien gör anspråk på området. Svendsen Glacier ligger 1 117 meter över havet.
Terrängen runt Svendsen Glacier är kuperad. Trakten är obefolkad. Det finns inga samhällen i närheten. 